# Ярміла Кралічкова
Ярміла Кралічкова (чеськ. Jarmila Králíčková, 11 травня 1944) — чеська хокеїстка на траві.
Срібна призерка Олімпійських Ігор 1980 року.